# Навасепеділья-де-Корнеха
Навасепеділья-де-Корнеха (ісп. Navacepedilla de Corneja) — муніципалітет в Іспанії, у складі автономної спільноти Кастилія-і-Леон, у провінції Авіла. Населення — 106 осіб (2010).
Муніципалітет розташований на відстані близько 130 км на захід від Мадрида, 45 км на південний захід від Авіли.
На території муніципалітету розташовані такі населені пункти: (дані про населення за 2010 рік)
- Гарганта-де-лос-Орнос: 6 осіб
- Навасепеділья-де-Корнеха: 100 осіб

## Демографія
Динаміка населення (INE ):

## Галерея зображень
- Панорама